# 유 미 앳 식스
유 미 앳 식스(You Me at Six)는 잉글랜드의 록 밴드이다.